# Limonade (kommun)
Limonade är en kommun i Haiti.   Den ligger i departementet Nord, i den norra delen av landet, 130 km norr om huvudstaden Port-au-Prince. Arean är 132 kvadratkilometer.
Terrängen i Limonade är platt norrut, men söderut är den kuperad.